# Platynereis
Platynereis är ett släkte av ringmaskar som beskrevs av Johan Gustaf Hjalmar Kinberg 1866. Platynereis ingår i familjen Nereididae.

## Dottertaxa tillPlatynereis, i alfabetisk ordning[1][2]
- Platynereis abnormis
- Platynereis antipoda
- Platynereis arafurensis
- Platynereis australis
- Platynereis bengalensis
- Platynereis bicanaliculata
- Platynereis calodonta
- Platynereis cebuensis
- Platynereis coccinea
- Platynereis cristatus
- Platynereis dumerili
- Platynereis dumerilii
- Platynereis festiva
- Platynereis fuscorubida
- Platynereis hugonis
- Platynereis hutchingsae
- Platynereis insolita
- Platynereis karaka
- Platynereis kau
- Platynereis magalhaensis
- Platynereis mahanga
- Platynereis massiliensis
- Platynereis mucronata
- Platynereis nadiae
- Platynereis pallida
- Platynereis patagonica
- Platynereis polyscalma
- Platynereis pulchella
- Platynereis sinica
- Platynereis tongatabuensis
- Platynereis uniseris